# Setea și foamea
Setea și foamea (franceză: La Soif et la faim) este o piesă de teatru absurd scrisă în limba franceză de Eugen Ionescu.  Piesa a fost compusă în anul 1966.  